# Blanche de Genève
Blanche de Genève, morte le 21 mars 1416 à Rumilly, est une princesse de la maison de Genève, Dame de Frontenay et d'Arlay.

## Biographie

### Origine
Blanche de Genève est la fille d'Amédée III de Genève et de Mathilde d'Auvergne, dite « Mahaut d'Auvergne » ou « de Boulogne ». Sa date de naissance est inconnue à ce jour.
Ces cinq frères, Aymon († 1367), Amédée († 1368), Jean († 1370), Pierre († 1393), l'antipape Robert (né vers 1342-† 1394), se succèderont à la tête du comté à la suite de leur père. Sa sœur aînée, Marie, épouse Jean II de Chalon-Arlay († 1362), puis Humbert VII de Thoire (dont le fils héritera de l'ensemble des droits sur le comté).

### Mariage
Blanche de Genève épouse par dispense le 2 juillet 1363 Hugues II de Chalon-Arlay, seigneur d'Arlay, vicomte de Besançon (1362-1392), vicaire impérial (1364-1392),. Ils n'ont pas d'enfants.
En 1388, elle donne à chaque femme enceinte de Labergement 36 petites miches de pain de froment. Cette action deviendra l'aumône dite de la dame Blanche, qui a perdurée jusqu'au XVIIIe siècle.

### Contestation des droits sur le comté de Genève
Au décès de Robert, dernier comte de Genève, les droits et titres du comté de Genève passent à leur neveu Humbert de Villars, de la famille de Thoire et Villars. Tant la comtesse douairière de Genève, Mathilde d'Auvergne, que Blanche de Genève et ses sœurs contestent cet héritage,. Elles obtiennent toutes deux la promesse d'une somme de 2 000 florins d'or ainsi que les châteaux de La Roche, de La Bâtie et de La Balme-en-Genevois. Leur mère obtient l'usufruit sur les États et deux châteaux.
À la mort d'Humbert de Villars, en 1395, le titre passe à son oncle Odon de Villars,. Cet héritage est à nouveau contesté par les princesses de la maison de Genève. Odon de Villars s'engage en 1400 de faire du comte de Savoie Amédée VIII son héritier. Le comté de Genève est finalement vendu le 5 août 1401 au comte.
Blanche de Genève hérite de l'ensemble des biens de sa mère en 1396, notamment le titre de comtesse de Genève qu'elle obtient à la suite d'une transaction avec sa sœur cadette, Catherine, le 22 juillet 1400. Blanche réclame, cette même année, sa part de l'héritage, notamment le mandement de Rumilly où elle s'installe et reçoit notamment Colette de Corbie, ainsi que le château de Cessens. 
Sans enfant, elle institue sa nièce, Mathilde de Savoie, fille de Catherine, comme héritière, le  9 octobre 1409, dans la chapelle du château de Rumilly, de l'ensemble de ses droits et biens sur le comté de Genève,. Le 5 mai 1412, l’empereur Sigismond lui reconnaît le titre de comtesse, puis en 1416 à Mathilde.
Blanche de Genève meurt le 21 mars 1416 à Rumilly,.

## Postérité
La rue Blanche, situé dans la commune de Thônes, rappelle qu'elle possédait notamment le bourg et la seigneurie de la Val des Clets.